# متیو استوکو
متیو استوکو (به انگلیسی: Matthew Stokoe) (زاده:۱۹۶۳) نویسنده و نمایشنامه نویس اهل بریتانیا است.

## زندگی‌نامه
استوکو در انگلستان متولد شد. در دانشگاه East London اقتصاد خواند و فارغ‌التحصیل شد. او در استرالیا، نیوزلند و ایالات متحده (کالیفرنیا) زندگی کرده‌است. استوکو چندین کتاب و فیلمنامه نوشته‌است که مشهورترین کتاب وی گاوها نام دارد. وی به خاطر سبک نویسندگی بسیار خشن و حال بهم زنش شناخته می‌شد. از کتاب گاوها همواره به عنوان یکی از خشن‌ترین کتاب‌های دوران معاصر یاد می‌شود.

## در ایران
کتاب  گاوها در ایران توسط علی طباخیان به فارسی ترجمه شده است.